# Mesalianizm
Mesalianizm to chrześcijański ruch religijny rozwijający się w połowie IV w. głównie na terenie Azji Mniejszej i Syrii. Według jego zwolenników z powodu grzechu Adama w duszy ludzkiej zamieszkał diabeł, którego można wypędzić praktykując wytrwałe modlitwy i praktyki ascetyczne. Mesalianie byli ascetami żyjącymi w ubóstwie, celibacie i poście, którzy odrzucali sakramenty i hierarchię Kościoła, konieczność pracy i głosili, że oglądają Boga cielesnymi oczyma. Praktyki mesalianistyczne potępił w 431 roku III Sobór powszechny w Efezie. Większość pism tej sekty przypisywano św. Makaremu z Egiptu (ok. 300 — ok. 390). Mesalianie wywarli w połowie V w. wpływ ideowy na tzw. akojmatów (akoimetoi czuwających), mnichów, którzy osiedlili się ostatecznie w okolicach Konstantynopola.